# Leslie Scott (Spieleautorin)
Leslie Ann Scott (* 18. Dezember 1955 in Daressalam, Tansania) ist eine britische Spieleautorin. Sie wurde vor allem durch das Gesellschaftsspiel Jenga bekannt. Dieses Spiel wurde das erste Mal 1983 auf der Spielwarenmesse London Toy Fair gezeigt und im selben Jahr in Großbritannien veröffentlicht. In Deutschland erschien das Spiel 1989.

## Leben
Scott wuchs in Ghana, Kenia und Sierra Leone auf. Nach dem Schulbesuch in diesen Ländern zog sie ins englische Oxford, um dort zu studieren. Dort lernte sie ihren späteren Ehemann Fritz Vollrath kennen, einen Oxforder Zoologie-Professor. Das Paar hat zwei Kinder.
Auch wenn sie mittlerweile meist in Oxford wohnt, fühlt sie sich Afrika, das sie als ihre Heimat bezeichnet, sehr verbunden. Sie unterhält einen Zweitwohnsitz in Laikipia (Kenia) und spricht fließend Swahili.
Leslie Scott gründete 1991 den Spielehersteller Oxford Games Ltd. Sie wurde 2010 mit dem Wonder Women of Toys Inventor/Designer Award sowie 2012 mit dem Tagie award for Excellence in Game Design ausgezeichnet.

## Ludografie
- Jenga, veröffentlicht 1983 (GB), 1989 bei MB (D)
- Ex Libris, veröffentlicht 1991 (GB)
- The Great Western Railway Game, veröffentlicht 1985 (GB)
- Anagram, veröffentlicht 1991 (GB)
- Tabula, veröffentlicht 1990 (GB)
- Bookworm, veröffentlicht 1994 (GB)

## Bibliografie
- Leslie Scott: About Jenga: The Remarkable Business of Creating a Game that Became a Household Name. Greenleaf Book Group Press, Austin (Texas) 2009, ISBN 978-1-60832-002-8.